# Reação sigmatrópica
Uma reação sigmatrópica, em química orgânica, é uma reação pericíclica na qual a posição de uma ligação σ é modificada em um processo intramolecular não catalisado. A denominação sigmatrópico resulta da composição entre o termos sigma, que remete a ligações simples, e a palavra do grego tropos, que significa "transformação". A ligação σ quebrada é proveniente de um carbono alílico, e pode ser uma ligação entre dois carbonos ou entre um carbono e um hidrogênio, nitrogênio, oxigênio ou enxofre.
Para realizar a nomenclatura deste tipo de reação, primeiramente considera-se como número 1 cada um dos átomos do substrato onde ocorrerá a quebra da ligação σ; posteriormente observa-se o produto e conta-se o número de átomos em cada um dos fragmentos que estão entre a ligação σ quebrada e a nova ligação σ.
No exemplo abaixo (esquema 1), observa-se um rearranjo sigmatrópico [2,3], o qual recebe essa nomenclatura pois, ao realizar a contagem descrita anteriormente, percebem-se dois nitrogênios como fragmentos conectando a ligação σ quebrada e a nova ligação σ e três átomos de carbono, sendo o outro fragmento o conjunto dessas ligações.

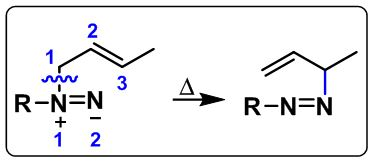
Esquema 1. Rearranjo sigmatrópico [2,3

Em relação ao estado de transição desse tipo de reação, o grupo migrante estará parcialmente conectado ao átomo de origem e parcialmente conectado ao átomo para o qual ele está migrando. Deste modo, existem dois possíveis rearranjos: o suprafacial, que ocorre quando o grupo que está migrando permanece do mesmo lado do sistema π, e o antarafacial, no qual o grupo migrante movimenta-se para o lado oposto do sistema π, como mostra a figura abaixo (Figura 1):

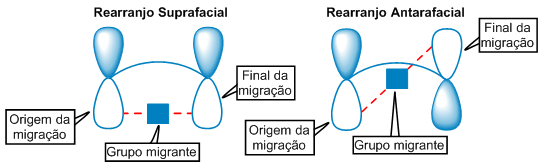
Figura 1. Rearranjo suprafacial e antarafacial

Os rearranjos sigmatrópicos apresentam estados de transição cíclicos, nos quais, caso tenham seis ou menos átomos no anel, devem seguir o rearranjo suprafacial devido à tensão geométrica existente em anéis pequenos.
Existe uma regra para que se possa prever se a reação irá via suprafacial ou antarafacial. Essa regra é denominada de Woodward-Hoffmann, desenvolvida por Roald Hoffmann e Robert Burns Woodward, a qual está evidenciada na tabela a seguir (Tabela 1).
Tabela 1. Regra de Woodward-Hoffmann para rearranjos sigmatrópicos.
| Nº de pares de elétrons do sistema reacional | Condições de reação | Via para o fechamento do anel |
| Nº par                                       | Térmica             | Antarafacial                  |
| Nº par                                       | Fotoquímica         | Suprafacial                   |
| Nº ímpar                                     | Térmica             | Suprafacial                   |
| Nº ímpar                                     | Fotoquímica         | Antarafacial                  |

Ao analisar-se a tabela acima, interpreta-se que, quando o número de elétrons do sistema for par e a reação estiver em condições térmicas, o fechamento do anel irá via antarafacial; já quando for par e seguir por condições fotoquímicas, o fechamento será suprafacial. O contrário ocorre quando o número de elétrons do sistema for ímpar.
Duas reações muito conhecidas que são rearranjos sigmatrópicos são os rearranjos de Cope e de Claisen. O rearranjo de Cope é considerado um rearranjo do tipo [3,3] do 1,5-dieno (Esquema 2). Já o rearranjo de Claisen também é do tipo [3,3], porém é de um alil-vinil-éter (Esquema 3).

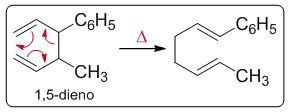
Esquema 2. Rearranjo de Cope

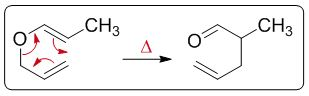
Esquema 3. Rearranjo de Claisen

Ambos os rearranjos, de Cope e de Claisen, são capazes de ocorrer via suprafacial, tendo em vista que o estado de transição apresenta um ciclo de seis membros. Além disso, segundo a regra de Woodward-Hoffmann, por apresentarem três pares de elétrons seguirão via suprafacial em condições térmicas.

## Migração de Hidrogênio
Já é sabido que o hidrogênio apresenta apenas um orbital s. Sendo assim, quando ele migra em um rearranjo sigmatrópico no estado de transição, esse orbital estará parcialmente ligado ao átomo de origem e parcialmente ligado ao átomo para o qual ele está migrando (Figura 2).

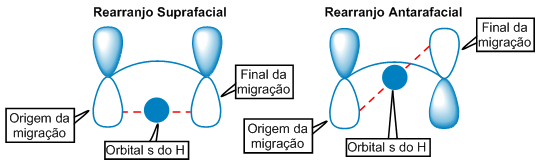
Figura 2. Migração de H suprafacial e antarafacial

Na migração sigmatrópica [1,3] do hidrogênio, estarão participando do sistema reacional dois pares de elétrons. Desse modo, segundo a tabela 1, em condições térmicas, o rearranjo ocorrerá via antarafacial. Mas, como, no estado de transição dessa migração, estará envolvido um anel de quatro membros, não existem condições para essa migração ir via antarafacial, pois, como mencionado anteriormente, anéis de seis membros ou menos devem seguir o rearranjo suprafacial devido à tensão geométrica existente em anéis pequenos. Devido a isso, as migrações [1,3] de hidrogênio não ocorrem em condições térmicas, mas ocorrem via condições fotoquímicas, uma vez que essa migração será via suprafacial. Já as migrações [1,5] de hidrogênio envolvem três pares de elétrons, podendo ocorrer via suprafacial em condições térmicas.
Também é possibilitado o rearranjo sigmatrópico [1,7] para o hidrogênio, no qual estão envolvidos quatro pares de elétrons. Essa migração é realizada em condições térmicas, uma vez que, no estado de transição, será formado um anel com oito membros, permitindo assim o rearranjo antarafacial.

## Migração de Carbono
No caso do carbono, existem duas formas de migração, pois, diferentemente do hidrogênio, o carbono apresenta um orbital p com lobos, podendo interagir simultaneamente com a posição de origem e com a posição para a qual ele irá migrar (Figura 3).

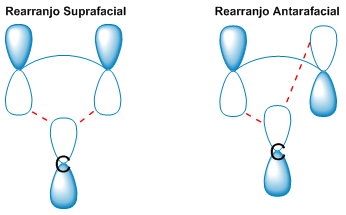
Figura 3. Migração de carbono com apenas um de seus lobos interagindo

O carbono também pode interagir com a origem e o final da migração utilizando dois de seus lobos do orbital p (Figura 4).

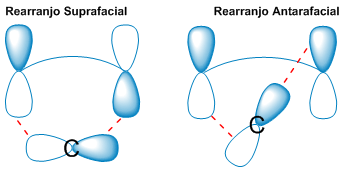
Figura 4. Migração de carbono com seus dois lobos interagindo

Sempre haverá uma retenção na configuração do substrato quando o carbono migrar utilizando a interação apenas de um de seus lobos p, pois a ligação ocorrerá sempre com o mesmo lobo. Já, quando o carbono migrar através da interação dos dois lobos, haverá a inversão de configuração.